# Jungingen
Jungingen là một xã thuộc huyện Zollernalbkreis, bang Baden-Württemberg, Đức. Nơi nằm gần lâu đài Burg Hohenzollern, cách Hechingen khoảng 5 km về phía đông.